# Kabkabou
Le kabkabou ou kabkabu (arabe : كبكابو) est un ragoût de poisson et de tomates traditionnellement préparé en Tunisie.
Ce plat est très apprécié car il est relativement sain et facile à préparer. Il se compose d'une sauce dans laquelle on fait cuire un steak de poisson, auquel on ajoute des câpres, des olives et des citrons,. De nombreuses espèces de poissons sont utilisées, comme le mérou, l'ange de mer, le thon ou le maquereau.
Les principaux ingrédients utilisés dans la préparation sont l'oignon, l'huile d'olive, le concentré de tomates, l'ail, la harissa, le sel, le poivre, le cumin, les câpres, le citron, les olives noires et vertes dénoyautées et le safran.